# Виленский сборник
Ви́ленский сбо́рник — летописный сборник конца XV — начала XVI веков, содержащий летопись Авраамки, а также Виленскую летопись как её заключительную часть. Сборник хранится в Рукописном собрании Центральной научной библиотеки Академии наук Литвы в Вильнюсе, вследствие чего и получил своё название. Рукопись найдена А. В. Рачинским в Полоцке в XIX веке, после чего была подарена им Виленской Публичной библиотеке.
Всего в рукописи 450 листов, начало и конец утрачены. Полууставом конца XV — начала XVI веков написаны листы с первого по 435, остальные написаны почти в два раза более мелким шрифтом. Эта часть датируется концом 60-х — началом 70-х годов XV века. Первые 313 листов сборника содержат хронограф с добавлением коротких сообщений о крещении болгар. До 335 листа идёт общерусская летопись, озаглавленная «Начало Рустии земли» и содержащая сведения с 6453 по 6496 годы. На 335 и 336 листах содержится перечень русских князей, заканчивается описанием правления Василия Васильевича и перечислением его сыновей.
На листе 436, начинающем вторую часть сборника, и его обороте содержится надпись некого Авраамки о написании «сей книги, глаголемой летописец» в 1495 году в городе Смоленске, что может быть недостоверно, хотя и согласуется с данными филиграноведения. Почерк второй части сборника такой же, как и почерк Авраамки. Виленская летопись начинается в нижней части 437 листа и продолжается до конца рукописи. Это часть сборника не содержит никаких заметок и других посторонних надписей. Верхняя часть листа 450 оборотного ныне фактически нечитаема. Основное содержание Виленской летописи охватывает время правления великих князей Гедимина, Ольгерда и Витовта. Согласно Борису Клоссу, Авраамка не имеет отношения к первой части сборника, а является переписчиком только второй части.